# Kamila Wojciechowicz
Kamila Wojciechowicz, znana również jako Kamila Wojciechowska (ur. 21 lipca 1979) – polska aktorka teatralna i filmowa.

## Życiorys
W 2002 roku ukończyła studia na PWST we Wrocławiu. Od 2003 roku występuje na scenach Teatru Nowego w Łodzi.

## Filmografia
- 2001: Reich
- 2004−2012: Pierwsza miłość − Hanka, dziewczyna Leszka, dawnego chłopaka Moniki Wagner
- 2004: Kryminalni − tancerka Monika (odc. 3)
- 2004: Glina − Iwona Majchrzak, kochanka Henryka Zarębskiego (odc. 11 i 12)
- 2011: Złodzieje serc − Małgorzata
- 2012: Paradoks − młoda dziewczyna na haju (odc. 2)
- 2012: Komisarz Alex − Viola, narzeczona Sztuki (odc. 17)
- 2014: Sąsiady - Żona Ważniaka

## Nagrody i odznaczenia
- 2003: Nagroda im. Andrzeja Nardellego za rolę Warwary w przedstawieniu „Biedni ludzie" Fiodora Dostojewskiego, w reżyserii Stanisława Brejdyganta, na scenie Teatru Nowego w Łodzi.
- Nagroda Sekcji Krytyków Teatralnych ZASP za najlepszy debiut aktorski sezonu 2003/04[1].